# Augustine Obiora Akubeze
Mons. Augustine Obiora Akubeze (* 25. srpna 1956, Kaduna) je nigerijský římskokatolický duchovní a arcibiskup Benin City.

## Život
Narodil se 25. srpna 1956 v Kaduně.
Studoval ve své rodné zemi a také v Římě, kde na Papežské univerzitě Gregoriana získal titul z kanonického práva.
Dne 3. října 1987 byl vysvěcen na kněze a inkardinován do diecéze Issele-Uku. Poté působil jako farní vikář, sekretář, biskupský kancléř, soudní vikář, farář, generální vikář a člen některých komisí.
Dne 14. prosince 2005 jej papež Benedikt XVI. jmenoval biskupem diecéze Uromi. Biskupské svěcení přijal 25. února 2006 z rukou kardinála Anthonyho Okogie a spolusvětiteli byli arcibiskup Patrick Ebosele Ekpu a arcibiskup Renzo Fratini.
Dne 18. března 2011 jej papež jmenoval metropolitním arcibiskupem Benin City.
Od dubna 2012 do 22. února 2018 byl místopředsedou Nigerijské biskupské konference. Poté se stal jejím předsedou. Tuto funkci zastával do 9. března 2022.
Dne 18. dubna 2022 byl ustanoven apoštolským administrátorem diecéze Warri, a to až do 28. prosince 2022, kdy byl zvolen novým biskupem Anthony Ovayero Ewherido.